# Heteronyx mundus
Heteronyx mundus är en skalbaggsart som beskrevs av Blackburn 1909. Heteronyx mundus ingår i släktet Heteronyx och familjen Melolonthidae. Inga underarter finns listade i Catalogue of Life.